# Pierdavide Carone
Pierdavide Carone, né le 30 juin 1988 à Rome, dans le Latium, est un chanteur italien. 

## Discographie

### Album
- 2010 - Una canzone pop
- 2010 - Distrattamente
- 2012 - Nanì e altri racconti....